# Communauté de communes Autour d'Anduze
la Communauté de communes Autour d'Anduze est une ancienne communauté de communes française, située dans le département du Gard et la région Languedoc-Roussillon.

## Historique
Le 31 décembre 1998, la Communauté de communes Autour d'Anduze est créée et composée 8 communes.
Le 1er janvier 2013, elle fusionne avec la Communauté d'agglomération du Grand Alès, la Communauté de communes de la Région de Vézénobres, la Communauté de communes du Mont Bouquet et cinq communes (Massanes, Saint-Jean-de-Serres, Saint-Bonnet-de-Salendrinque, Sainte-Croix-de-Caderle et Vabres) pour former la Communauté d'agglomération Alès Agglomération. Seule la commune de Cardet décide d'intégrer la Communauté de communes du Piémont cévenol.

## Composition
La Communauté de communes autour d'Anduze comprenait 8 communes :
- Anduze
- Cardet
- Générargues
- Lézan
- Massillargues-Attuech
- Ribaute-les-Tavernes
- Saint-Sébastien-d'Aigrefeuille
- Tornac

## Administration
| Période | Période | Identité       | Étiquette | Qualité                                 |
| ------- | ------- | -------------- | --------- | --------------------------------------- |
| 1998    | 2001    | Félix Bonnal   |           | Maire d'Anduze                          |
| 2001    | 2008    | Guy N’Kaoua    |           |                                         |
| 2008    | 2009    | Bernard Vierne |           |                                         |
| 2009    | 2012    | Alain Béaud    | PS        | Maire de Saint-Sébastien-d'Aigrefeuille |